# Bursa Majętnych w Krakowie
Bursa Majętnych (Divitum) – kolegium dla studentów Uniwersytetu Krakowskiego. Bursa Divitum, czyli bursa bogatych studentów. Zniszczona po pożarze w 1462 roku.

## Historia
Bursa wzmiankowana była po raz pierwszy w 1428 r. Według przekazu Żegoty Pauliego miała powstać tuż po 1400 r. z fundacji Jana Stobnera. Zapewne przed tym rokiem na siedzibę bursy zaadaptowano starszą kamienicę, wzniesioną przed połową XIV wieku w miejscu zachodniej piwnicy późniejszego Collegium Minus. Lokalizacja Bursy Divitum na działce Collegium Minus znajduje wyraźne potwierdzenie w zapiskach z lat 1474–1475.
Zachowane w piwnicy zachodniej Collegium Minus relikty budynku mieszkalnego należą – obok narożnej części gmachu Collegium Maius (czyli dawnego budynku o formie kamiennej wieży, który przed odnowieniem Akademii był własnością Szczepana Pęcherza) – do najstarszych murowanych obiektów uniwersyteckich w obrębie bloku zabudowy ograniczonego ul. Gołębią, ul. Jagiellońską i ul. św. Anny oraz od zachodu Plantami.
W 1449 obok murowanej Bursy Divitum powstać miało drewniane Collegium Minus. W 1462 wszystkie budynki uniwersyteckie spłonęły w wielkim pożarze południowej części Krakowa. W latach 1475–1476 miała miejsce ponowna fundacja Collegium Minus i osadzenie go w nowej siedzibie, na miejscu dawnej Bursy Divitum.